# فرودگاه بین‌المللی پیتسبورگ
فرودگاه بین‌المللی پیتسبورگ (به انگلیسی: Pittsburgh International Airport) یک فرودگاه همگانی و نظامی مسافربری با کد یاتا PIT است که یک باند فرود بتن دارد و طول باند آن ۳۵۰۵ متر است. این فرودگاه در شهر پیتسبورگ کشور ایالات متحده آمریکا قرار دارد و در ارتفاع ۳۶۷ متری از سطح دریا واقع شده‌است.

## شرکت‌های هواپیمایی و مقصدهای پروازی

### مسافری
| شرکت‌های هواپیمایی        | مقصدهای پروازی | Refs   |
| ------------------------ | --- | ------ |
| Air Canada Express       | پیرسون تورنتو | [ ۱ ]  |
| الیجنت ایر               | آستین، جکسنویل، لوئیز آرمسترانگ نیو اورلنان، اورلندو سنفورد، شهرستان شارلوت، سن پترزبورگ-کلیرواتر فصلی: منطقه‌ای نورث‌وست، میرتل بیچ، لوئیز مونز مارین، سوننه/هیلتن حعیا                                                                                               | [ ۳ ]  |
| امریکن ایرلاینز          | شارلوت داگلاس، اوهر شیکاگو، دالاس-فورت ورث، فیلادلفیا، فینکس اسکای هاربر فصلی: کانکون، کینتانا رو | [ ۴ ]  |
| امریکن ایگل              | لوگان، شارلوت داگلاس، اوهر شیکاگو، میامی، جان اف کندی، لاگواردیا، فیلادلفیا، رالی-دورهام، ملی رونالد ریگان واشینگتن | [ ۴ ]  |
| Apple Vacations          | چارتر: کانکون، کینتانا رو، پونتا کانا | [ ۵ ]  |
| کوندور فلوگدینست         | فصلی: فرانکفورت | [ ۷ ]  |
| دلتا ایرلاینز            | هارتسفیلد-جکسون آتلانتا، متروپولیتن شهرستان وین دیترویت، مینیاپولیس−سنت پل فصلی: کانکون، کینتانا رو، لاگواردیا، شارل دوگل پاریس | [ ۸ ]  |
| دلتا کانکشن              | لوگان (برقراری مجدد از ۱ اکتبر ۲۰۱۷)، متروپولیتن شهرستان وین دیترویت، مینیاپولیس−سنت پل، جان اف کندی، لاگواردیا فصلی: اورلاندو | [ ۸ ]  |
| فرانتیر ایرلاینز         | مک‌کاران (پایان در ۴ اکتبر ۲۰۱۷)،اورلاندو فصلی: دنور | [ ۱۱ ] |
| جت‌بلو                    | لوگان، فورت لادردیل–هالیوود | [ ۱۲ ] |
| OneJet                   | آلبانی، سینسیناتی/کنتاکی شمالی، بردلی، ایندیاناپلیس، لوئیویل، ژنرال میچل، نشویل، تی.اف. گرین (آغاز از ۲۳ اوت ۲۰۱۷)، ریچموند | [ ۱۵ ] |
| پورتر ایرلاینز           | شهری بیلی بیشاپ تورنتو (پایان در ۲۰ سپتامبر ۲۰۱۷) | [ ۱۷ ] |
| Southern Airways Express | شهرستان آلتونا-بلایر، منطقه‌ای بردفرد، منطقه‌ای دوبوا، محلی ونانگو، منطقه‌ای هگرزتاون، هریسبرگ، شتکوا کانتی-جیمزتاون، جان مرتا شهرستان جانزتاون-کامبریا، محله هوایی لنکستر، شهری مرگان‌تاون                                                                              | [ ۱۸ ] |
| ساوت‌وست ایرلاینز         | هارتسفیلد-جکسون آتلانتا، ثرگود مارشال بالتیمور واشینگتن، میدوی شیکاگو، دالاس لاو، دنور، فورت لادردیل–هالیوود، ساوثوست فلوریدا، ویلیام پی. هابی، مک‌کاران، لس‌آنجلس، نشویل، اورلاندو، فینکس اسکای هاربر، لامبرت-ست لوی، تمپا فصلی: لوئیز آرمسترانگ نیو اورلنان، پام بیچ | [ ۱۹ ] |
| Spirit Airlines          | دالاس-فورت ورث، فورت لادردیل–هالیوود، جرج بوش، مک‌کاران، لس‌آنجلس، اورلاندو فصلی: ساوثوست فلوریدا (آغاز از ۹ نوامبر ۲۰۱۷), میرتل بیچ، تمپا (آغاز از ۹ نوامبر ۲۰۱۷) | [ ۲۲ ] |
| یونایتد ایرلاینز         | اوهر شیکاگو، دنور، سانفرانسیسکو |        |
| یونایتد اکسپرس           | اوهر شیکاگو، جرج بوش، لیبرتی نیوآرک، دالس واشینگتن | [ ۲۴ ] |
| Vacation Express         | چارتر فصلی: کانکون، کینتانا رو، سنگستر، پونتا کانا | [ ۲۷ ] |
| واو ایر                  | کفلاویک | [ ۲۹ ] |

### باری
Pittsburgh has a sizeable freight business, with a Free Trade zone of ۵٬۰۰۰ جریب فرنگی (۲۰ کیلومتر مربع)، access to three class-one railroad freight lines, one interstate highway, and a location a few miles from the nation's second largest inland port. The airport's three largest cargo carriers account for over 100 million pounds (45 million kg) of freight per year. Three cargo buildings provide more than ۱۸۳٬۰۰۰ فوت مربع (۱۷٬۰۰۱ متر مربع) of warehouse capacity and over ۴۵۰٬۰۰۰ فوت مربع (۴۱٬۸۰۶ متر مربع) of apron space.
LogisticsCentre, a master planned industrial park at the intersection of Business Route 60 and International Drive, is a ۴۴۰-جریب-فرنگی (۱٫۸-کیلومتر-مربع) North Field site to contain ۹۰۰٬۰۰۰ فوت مربع (۸۴٬۰۰۰ متر مربع) of Class A warehouse, distribution and air cargo space. Current tenants include Dick's Sporting Goods new world headquarters. It is located within Foreign Trade Zone No. 33.
Pittsburgh International Airport is the main distribution point in America for Wings Logistics Cargo.
Construction of a $3 million cargo complex began at the airport in 1987.

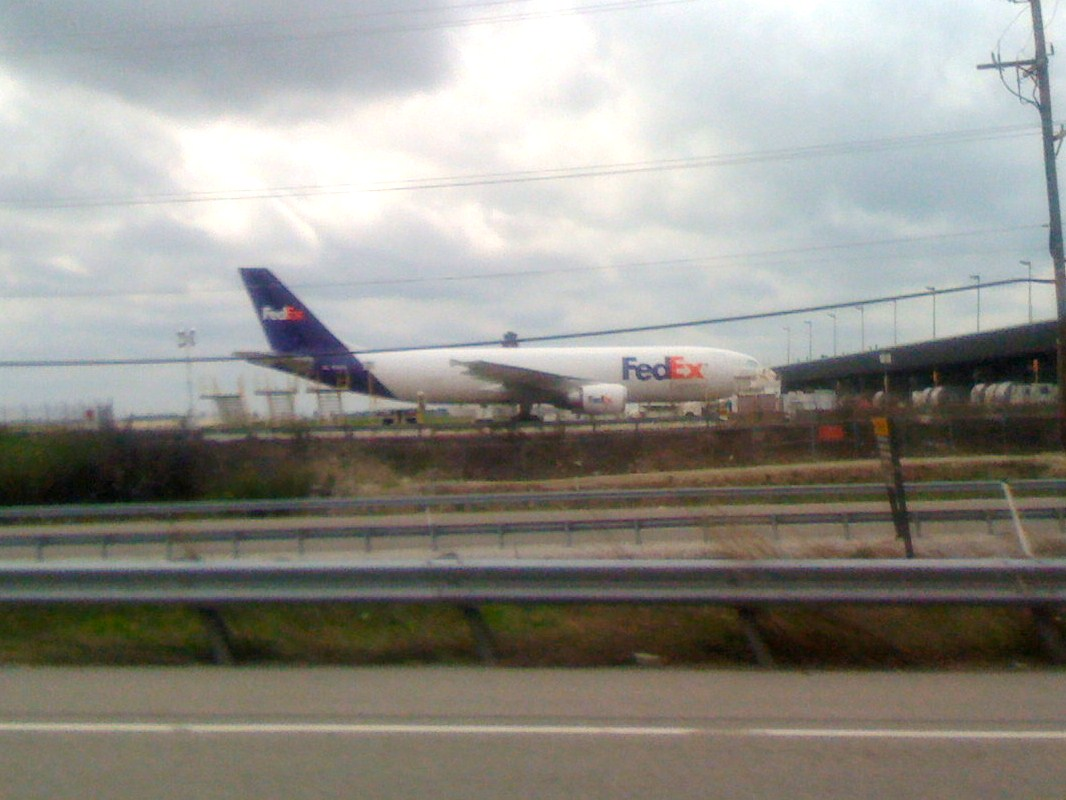
فدکس اکسپرس ایرباس ای۳۰۰ plane parked at cargo building 2.

| شرکت‌های هواپیمایی                     | مقصدهای پروازی                     |
| ------------------------------------- | ---------------------------------- |
| فدکس اکسپرس                           | ایندیاناپلیس، ممفیس، لیبرتی نیوآرک |
| فدکس اکسپرس اجرا توسط Wiggins Airways | پارک دانشگاه                       |
| یوپی‌اس ایرلاینز                       | ریکن‌بیکر، لوئیویل، فیلادلفیا       |

#### International food cargo hub
The world's leading caterer for air and business,  LSG SkyChefs , in 2007 chose Pittsburgh as its sole نیم‌کره غربی manufacturing facility. It expanded its customer service center on the cargo side of the airport by ۲۰٬۰۰۰ فوت مربع (۱٬۹۰۰ متر مربع) and now employs over 100 people with the capacity of making nearly 25 million meals per year for distribution to flights all over the Americas. LSG SkyChefs cited the region's strategic location for air and truck transport to major suppliers and customers, as well as the airport's excellent record in maintaining and expanding capacity.